# 2018年7月臺灣
| << | 2018年7月 （民國107年） | >> |    |    |    |    |
| \| 日 \| 一 \| 二 \| 三 \| 四 \| 五 \| 六 \| \| 1 \| 2 \| 3 \| 4 \| 5 \| 6 \| 7 \| \| 8 \| 9 \| 10 \| 11 \| 12 \| 13 \| 14 \| \| 15 \| 16 \| 17 \| 18 \| 19 \| 20 \| 21 \| \| 22 \| 23 \| 24 \| 25 \| 26 \| 27 \| 28 \| \| 29 \| 30 \| 31 \| \| \| \| \| \| \| \| \| \| \| \| \| |                         |    |    |    |    |    |
| 臺灣新聞動態／維基新聞 |                         |    |    |    |    |    |
| 世界／中国大陆／臺灣 |                         |    |    |    |    |    |
| 日 | 一                      | 二 | 三 | 四 | 五 | 六 |
| 1 | 2                       | 3  | 4  | 5  | 6  | 7  |
| 8 | 9                       | 10 | 11 | 12 | 13 | 14 |
| 15 | 16                      | 17 | 18 | 19 | 20 | 21 |
| 22 | 23                      | 24 | 25 | 26 | 27 | 28 |
| 29 | 30                      | 31 |    |    |    |    |
| |                         |    |    |    |    |    |

## 7月1日
- 同日起，臺灣、澎湖、馬祖等地區「偶蹄類動物停止注射口蹄疫疫苗」活動正式開始，此活動為讓臺灣等地區從「口蹄疫疫區」除名而設。可被除名的依據「停打疫苗的一年，不可有疫情發生，再委請OIE認證，審查通過，即可自口蹄疫疫區中除名[1][2]。」
- 臺灣省政府將走入歷史，相關業務及人員將移交中華民國國家發展委員會接續辦理。

## 7月4日
- 文化大學因文化大學大群館解約事件一事。又昱公司被台北市政府認定違規使用，協談解約事宜，影響約四百餘名學生。[3]

## 7月6日
- 原台鐵林榮站更名林榮新光車站，預計於10日正式啟用。並且發售一千份紀念車票，和增加普悠瑪號列車停靠[4]。

## 7月10日
- 同年編號第8號颱風「瑪莉亞（Maria）」，其暴風圈已於同日傍晚17時觸抵陸地。中央氣象局技正黃椿喜表示，「因海溫條件不佳，加上地形上的破壞，原標記強烈颱風的瑪莉亞颱風，目前已減弱為中度颱風」[5]。至於（11日 ）有沒有機會放颱風假？氣象學者彭啟明表示「時間點較尷尬，政府方面，亦是較難做決定」，此情況也造成了「北北基」政府管理階層在「11日放不放颱風假」的決策上，於六年來首次「不同步」處理[6][7][8]。

## 7月11日
- 瑪莉亞颱風為北台灣帶來豐沛雨量，尤其是石門水庫集水區區域至本日止，其累積降雨量已接近200毫米，預計可為水庫帶來約9,000萬噸水量庫存的進帳，稍稍紓緩北臺灣同年度之缺水旱情[9][10][11]。此次災情「路樹倒塌、招牌掉落，全臺曾停電53,033戶，至目前止(上午10時)，尚餘7,627戶待修，全臺因颱風，亦造成3傷事故。」[12]

## 7月18日
- 家畜衛生試驗所確診7月16日花蓮縣光復鄉鄉民遭闖入之鼬獾咬傷食指及7月17日瑞穗鄉孩童遭咬傷左腳掌之兩份採樣檢體，均確診為「狂犬病陽性」。此例為歷年（2014年至2018年）55確診案例中的一例[13]。同年至此，計有8例狂犬病鼬獾咬人案例。

## 7月20日
- 家畜衛生試驗所確診7月19日臺南市東山區市民遭闖入之鼬獾咬傷腳跟部位之採樣檢體，確為「狂犬病陽性」。此例為歷年（2014年至2018年）56確診案例中的一例[14]。

## 7月27日
- 美國在臺協會2018年7月26日及7月27日未列文號信函提出說明，「美國農業部動植物防疫檢疫署（APHIS）業確認加州聖博納迪諾郡（San Bernardino County）、河濱郡（Riverside County）及洛杉磯郡（Los Angeles County）續分別發生2起、1起及1起「後院展示用雞隻」感染NDV案例（計已發生68起案例）」，行政院農業委員會動植物防疫檢疫局同意由美國自行管控"暫停"上述地區之禽、鳥、蛋、肉品等輸臺。[15]

## 7月28日
- 香港駐臺機構「香港經濟貿易文化辦事處」主任鄭偉源，同日已任期屆滿返國。但香港方面，對預計接替人選一直未有確認及公布。亦同時，臺灣「大陸委員會」參事盧長水，預計7月出任香港辦事處處長之工作簽證也延宕至今。[16]